# Nemesio Zúñiga Cazorla
Nemesio Zúñiga Cazorla (* 19. Dezember 1895 in San Salvador, Provinz Calca, Region Cusco, Peru; † 13. Januar 1964 in Urubamba, Region Cusco, Perú) war ein peruanischer katholischer Priester und Dramatiker, der etwa 40 Quechua-Dramen auf Cusco-Quechua schrieb.

## Leben
Nemesio Zúñiga Cazorla wuchs auf der Hacienda seines Vaters Mariano Zúñiga im Lares-Tal auf. Er besuchte die Primarschule in Calca und danach das katholische Colegio de San Francisco in der Stadt Cusco. Dann ging er an das Seminario de San Antonio Abad in Cuzco.
In Cuzco schrieb er mehrere Dramen auf Quechua, darunter Pitusira und (im Jahre 1915) Ccore Chchuspe (Qurich’uspi, „Goldene Fliege“, Titel nach dem Namen einer der Hauptpersonen), ein Stück, das auch von dem Dramatiker Inocencio Mamani in Puno aufgeführt wurde.
Zúñiga gründete und leitete die Theatergruppe Compañía Nacional Dramática Incaica, auch unter dem Namen Compañía Dramática Incaica Cuzco bekannt, die verschiedene Theaterstücke in Lima und anderen Städten Perus aufführte, ebenso in den Nachbarländern Bolivien (1917), Chile und Argentinien. Zu den aufgeführten Stücken gehörten unter anderem Chuqui-illa von Luis Ochoa sowie Yahuar Huaccac (Yawarwaqaq) o el espectro indio von José Félix Silva Ayala, das am 16. Juni 1920 im Teatro Municipal von Callao (Teatro Vadell) erstaufgeführt wurde. 1930 wurde Zúñiga Pfarrer von Urubamba und bald darauf auch Bürgermeister des Ortes, wo er eine neue Theatergruppe mit Spielern aus der Mittelschicht gründete. Er schrieb neue Dramen auf Quechua, darunter Catacha (1930) und Ttica hina (1934).
Von 1935 bis 1937 war er Priester in San Pablo in der Provinz Canchis und kehrte dann nach Urubamba zurück, wo er als Pfarrer bis zu seinem Tod 1964 blieb.
Die von Zúñiga geschriebenen und aufgeführten Dramen hatten Themen aus der katholischen Kirche und aus dem Inkareich, darunter Weihnachten, die Karwoche und das klassische Quechua-Drama Apu Ollantay. Nach Einschätzung von César Itier unterschied sich Nemesio Zúñiga Cazorla von den meisten anderen Dramatikern seiner Zeit und davor, die auf Quechua schrieben, indem er sich vor allem an des „einfache Volk“ wandte, weshalb er von einigen seiner Kollegen kritisiert wurde. Andererseits war er der erfolgreichste Quechua-Dramatiker seiner Zeit, gerade weil er sich an ein breiteres Publikum wandte.

## Werke (Auswahl)
- 1915: Ccore Chchuspe („Goldene Fliege“, Qurich’uspi)
- 1930: Catacha (Katacha)
- 1934: Ttica hina („Wie eine Blume“, T’ikahina)